# والبوم
شهر والبوم (به پرتغالی: Valbom) در گوندومار (پرتغال) در کشور پرتغال واقع شده‌است. 
جمعیت این شهر ۱۴٬۱۰۰ نفر  است. 
در تاریخ ۹ دسامبر ۲۰۰۴ به عنوان شهر شناخته شد.

منطقه گوندومار